# Borg Brammelo
De Borg Brammelo of De Borg was een burcht nabij de Nederlandse buurtschap Brammelo, provincie Overijssel.
De burcht komt niet voor in historische documenten, dus het is onduidelijk wie voor de bouw verantwoordelijk is. De omliggende erven Vregelman, Belshof en Lintelo waren in de middeleeuwen in bezit van de familie Van Ahaus. Het verband met de burcht is echter niet duidelijk.
Het ging om een verhoogd kasteelterrein met een diameter van 35 meter, omgeven door drie grachten waar tussenin wallen lagen. De diameter van de buitenste gracht was 100 meter. Aan de noordzijde lag een rechthoekige voorburcht.
Tot in de Tweede Wereldoorlog waren de grachten en wallen nog zichtbaar in het landschap. Na de oorlog is het gebied echter geëgaliseerd en de gracht gedempt. Op hoogtekaarten zijn de contouren nog steeds zichtbaar.
Den Aalshorst · Den Alerdinck · Huis Almelo · Arkelstein · Averbergen · Azoelen · Backenhagen · Bellinckhof · Den Berg · Huis Bergentheim · Beugelskamp · Beverfeurde · Blankena · Blokhuis · Hof te Boekelo · Borgbeuningen · Havezate Boskamp · Boxbergen · Havezate Brecklenkamp · Bredenhorst · Buckhorst · Campherbeek · Colckhof · Den Dam · Huis Diepenheim · Dingshof · Dubbelink · Kasteel Eerde · Egede · Havezate Elsen · Everlo · Landgoed Frieswijk · Goor · Huis Gramsbergen · Grimberg · Grotenhuis · De Grote Weede · De Haere · Haerst · Hagmeule · Slot Hardenberg · Huis Heeckeren · Huis Hengelo · Herxen · Hofstede · Hogenhof · Hoikink · Hondeborg · Katenhorst · Kevelham · Kranenburg · De Kuile · Het Laar · Leemcule · Luttenberg · Mataram · Mennigjeshave · Nijenhuis (Diepenheim) · Nijenhuis (Olst-Wijhe) · Oldemeule · Oldenhof · Olidam · Oosterhof · Huis te Ootmarsum · Den Ordel · Pekkedam · Pothof · Rande · Kasteel Rechteren · Het Reelaer · Rhaan · Rutenberg · Huis Saasveld · Scherpenzeel · Havezate Schoonheten · Havezate Schuilenburg · Singraven · Stoevelaar · Kasteel Toutenburg · Twickel · Vechterweerd · Venebrugge · Kasteel Voorst · Kasteel de Waerdenborch · Warmelo · Weemselo · Wegdam · Weldam · Weleveld · Huis Werkeren · Westerflier · Westerveld · Wittenstein · Zuthem